# Timzine
Timzine est une commune de Mauritanie située dans le département de Kobenni de la région de Hodh El Gharbi.

## Santé et éducation
Timzine accueille un poste de santé.